# 伊塔道
伊塔道，全稱為分巡伊塔兵備道，是清代新疆省下設的一道。光緒十四年（1888年）置，道員駐寧遠縣（在今伊犁哈萨克自治州伊寧市）。宣統三年（1911年），伊塔道轄一府、二直隸廳：
| 府、廳           | 治所     | 領縣數 | 所領廳、縣     |
| ---------------- | -------- | ------ | -------------- |
| 伊犁府           | 惠遠新城 | 3      | 綏定縣         |
| 伊犁府           | 惠遠新城 | 3      | 寧遠縣         |
| 伊犁府           | 惠遠新城 | 3      | 霍爾果斯分防廳 |
| 塔爾巴哈臺直隸廳 | 綏靖新城 | 無     |                |
| 精河直隸廳       | 安阜城   | 無     |                |

中華民國成立後，廢府、州，以道領縣。1914年，改伊塔道為伊犁道。1916年析置塔城道。1924年，北洋政府內務部通令裁撤各道，以省領縣。